# Route 620 (Nouveau-Brunswick)
Pour les articles homonymes, voir Route 620.
La route 620 est une route locale du Nouveau-Brunswick située dans le centre-ouest de la province, au nord de Fredericton. Elle traverse une région principalement boisée. De plus, elle mesure 44 kilomètres, est pavée sur toute sa longueur, et est parallèle à la route 8.

## Tracé
La 620 débute au nord de Naskwaaksis, banlieue nord de Fredericton, sur un échangeur avec la route 105, contournant la ville. Elle se dirige vers le nord-nord-ouest jusqu'à Hamtown Corner. Elle devient ensuite une ligne droite de 17 kilomètres, traversant à Tay Mills, puis à Boyds Corner, elle bifurque vers l'est pour se diriger jusqu'à Stanley, où elle se termine sur la route 107. 

## Intersections principales
| route 620       |                |    |                                 |                          |
| Comté           | Location       | km | Intersection/Destinations       | Notes                    |
| Comté d'York    | Naskwaaksis    | 0  | R-105, Nashwaaksis, Fredericton | extrémité sud de la 620  |
| Comté d'York    | Hamtown Corner | 19 | R-617 ouest, Birdton, Zealand   |                          |
| Comté d'York    | Stanley        | 44 | R-107, Nashwaak Bridge, Bristol | extrémité nord de la 620 |
| Bleu: Échangeur |                |    |                                 |                          |